# Jerzy Węsierski
Jerzy Węsierski (ur. 16 lutego 1894 w Giżynie, zm. 6 czerwca 1967 w Harlow, Essex) – pułkownik audytor Wojska Polskiego.

## Życiorys
Urodził się w 16 lutego 1894 w Giżynie k. Płocka. Studiował prawo w Moskwie.
W Wojsku Polskim od grudnia 1918 jako ochotnik, a następnie oficer 4 pułku ułanów.
1 czerwca 1921 roku pełnił służbę w Prokuraturze Wojskowej Okręgu Generalnego Warszawa, a jego oddziałem macierzystym był wówczas Oddział VI Sztabu Ministerstwa Spraw Wojskowych. 3 maja 1922 został zweryfikowany w stopniu porucznika ze starszeństwem z 1 czerwca 1919 roku i 6. lokatą w korpusie oficerów sądowych.
W latach 1923–1939 referent oraz kierownik referatu i szef wydziału w Departamencie Sprawiedliwości MSWojsk. w Warszawie. 31 marca 1924 został mianowany kapitanem ze starszeństwem z 1 lipca 1923 roku i 6. lokatą w korpusie oficerów sądowych. 29 stycznia 1932 został mianowany majorem ze starszeństwem z 1 stycznia 1932 i 6. lokatą w korpusie oficerów sądowych. Na stopień podpułkownika został mianowany ze starszeństwem z 19 marca 1939 i 4. lokatą w korpusie oficerów audytorów. W marcu 1939 pełnił służbę w na stanowisku szefa Wydziału Konsultacji Prawnej i Zastępstw.
W lipcu 1945 został naczelnym prokuratorem wojskowym. Na stopień pułkownika został mianowany w 1946. We wrześniu tego roku został doradcą prawnym Inspektoratu Polskiego Korpusu Przysposobienia i Rozmieszczenia. Naczelny Wódz, gen. broni Władysław Anders awansował go na generała brygady ze starszeństwem z dniem 1 stycznia 1964 w korpusie generałów. Zmarł 6 czerwca 1967 w Harlow, Essex.

## Ordery i odznaczenia
- Krzyż Walecznych (dwukrotnie)[10]
- Złoty Krzyż Zasługi z Mieczami[1]
- Złoty Krzyż Zasługi (19 marca 1937)[11][9]
- Srebrny Krzyż Zasługi (10 listopada 1928)[12][10]